# John Gemmel
John "Johnny" Gemmel est un pilote de rallyes sud-africain, établi dans le East Randw, toujours en activité en 2011 dans son pays natal.

## Biographie
Ce coureur automobile, né au Kenya, a grandi en Australie avant de rejoindre l'Afrique du Sud avec ses parents.
Il commença les compétitions en 1981 en karting (catégorie 250 cm3).
Il débuta en rallyes en 1999, sur une vieille Toyota Corolla de 21 ans d'âge, au Belfast Rally du East Randw.
Il travaille dans le commerce de plantes, et a toujours été un grand amateur de football.

## Palmarès ARC: 3 victoires
- 2002: Champion d'Afrique des rallyes (ARC), sur une Subaru Impreza (copilote Robert Paisley);
- 2002: Rallye du Zimbabwe;
- 2002: Rallye d'Ouganda;
- 2002: Rallye du Rwanda.

## Autres palmarès
- 1982: Champion d'Afrique du Sud de karting, catégorie 250 cm3;
  - 2001: vice-champion d'Afrique du Sud des rallyes du Groupe N, sur Subaru WRX 4X4;
- 2005: Champion d'Afrique du Sud des rallyes du Groupe N;
- 2005: Champion d'Afrique du Sud des rallyes des voitures de production; 
  - 2006: vice-champion d'Afrique du Sud des rallyes du Groupe N;
  - 2006: vice-champion d'Afrique du Sud des rallyes des voitures de production;
  - 2009 et 2010: vice-champion d'Afrique du Sud des rallyes, sur Toyota Auris S2000 (copilote Drew Sturrock).

## 6 victoires en championnat sud-africain
- 2001: deux victoires;
- 2008: ?x1;
- 2008: Rallye Gauteng (organisé par Toyota);
- 2010: Rallye Volkswagen;
- 2010: Rallye du Sud de l'Afrique;

## Récompenses
- 2002: nomination comme finaliste au Motorsportsman of the Year, cérémonie organisée par la South African Guild of Motoring Journalists.